# Djurhamn

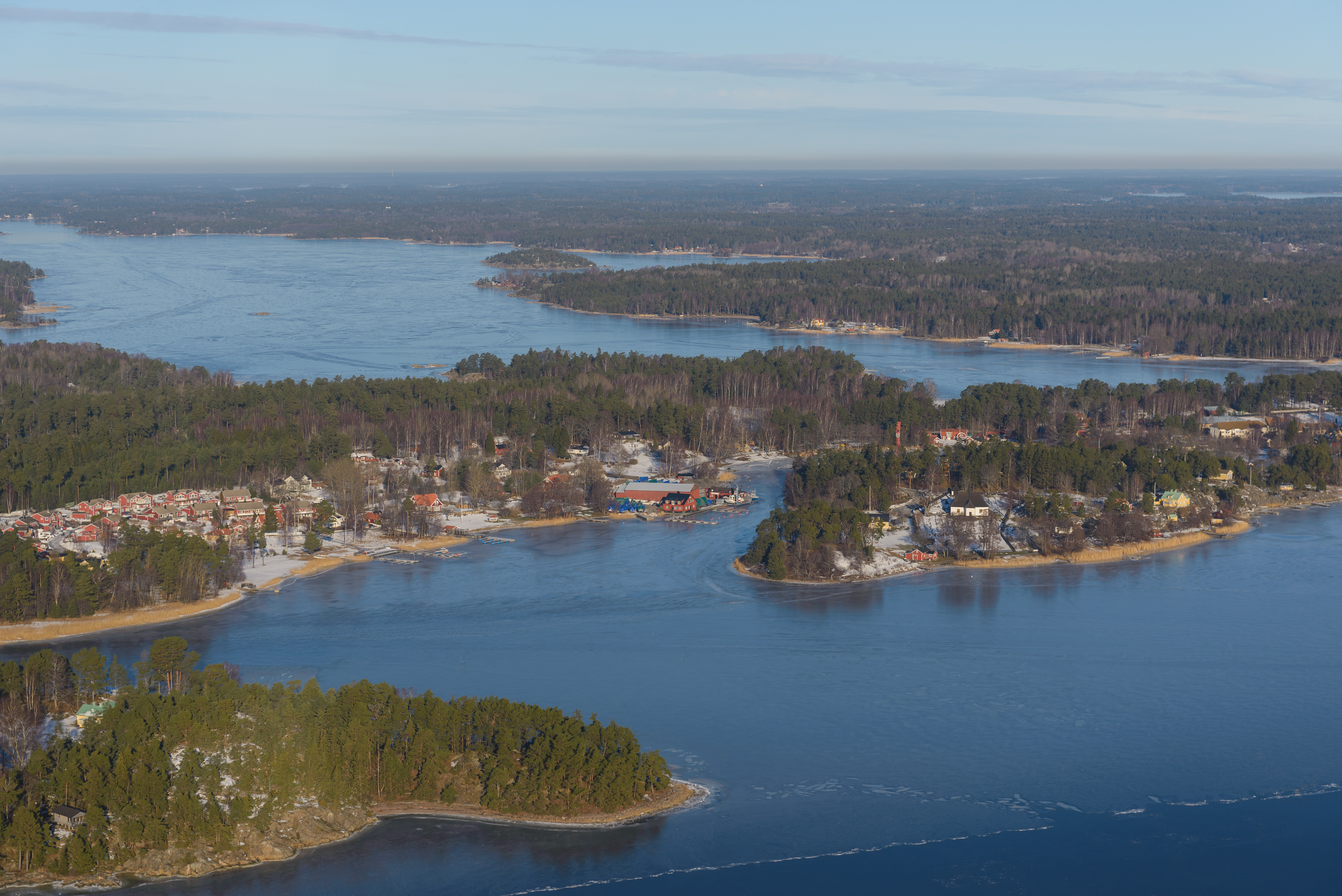
Skepparön och Djurö från sydsydost med Kyrkudden och Djurö kyrka. Örlogsflottans uthamn låg något utanför bilden, till höger

Djurhamn är en vattenområde vid södra Djurö i Värmdö kommun i mellersta Stockholms skärgård, som före landhöjningen var en stor naturhamn och användes som uthamn för den svenska örlogsflottan under stormaktstiden. Lagunhamnen var då djupare, medan idag bara den yttre delen av vattenområdet återstår öppet. Förr sträckte sig naturhamnen in i det som i dag är Eriksbergsskogen.

## Naturhamn under medeltiden
Under medeltiden var nuvarande Djurö två öar: Skepparön och Djurö. Den fram till början av 1600-talet stora farleden söder- och österifrån till Stockholm gick genom Simpströmmen och Vindöström längs västra sida av Vindön, Djurö och Skepparön. Norr om Vindö utstakades 1616 en ny segelled genom Gällnö port vid Västerholmen, väster om Gällnö, för att ersätta denna.
Under äldre medeltid utnyttjades Djurhamn som en plats, där handelskoggarna inväntade gynnsamt väder och förliga vindar för färd ut på Östersjön. Själva hamnviken låg innanför öarna Grytskär, Långholmen och Kuggholmen, strax nordost om nuvarande Kyrkudden.

## Örlogshamn
Från tiden för uppbyggandet av en svensk örlogsflotta under Gustav Vasa användes Djurhamn som uthamn för den svenska örlogsflottan. Sundet mellan Södra och Norra Berghamn på den under året länge isfria Kanholmsfjärden, användes som ankringsplats vintertid. 
Rikswasa var ett örlogsfartyg, som togs i tjänst 1599. Under en vakttjänst i Djurhamn 1623 fattade hon eld, bogserades iväg och sjönk vid Fågelbrolandet strax väster om nuvarande Djuröbrons södra brofäste. Namnet "Brännskeppet" på en udde där påminner om vrakplatsen.
Under Kalmarkriget, i början av september 1612, hade den svenska örlogsflottan en kort eldstrid med en dansk eskader i Djurhamn och därefter, den 8 september angrep en svensk roddflottilj de danska fartygen när de låg för ankar vid Berghamn. 
I juni 1626 avseglade Gustav II Adolf från Djurhamn till Ost-Preussen med 14 000 man på ett 40-tal fartyg, inklusive sju stora och 20 medelstora krigsskepp för att delta i trettioåriga kriget.
Omkring 1640 började i stället Dalarö användas som uthamn för örlogsflottan.

## Senare tid
Djurhamn fortsatte att utnyttjas som naturhamn för handelsfartyg in på 1800-talet.
Från 1659 drevs en krogrörelse vid Djurhamn på nuvarande Kyrkudden på Djurö och där uppfördes också Djurö kapell som blev klart 1683 och betjänade annexförsamlingen Djurö församling till Värmdö församling, bestående av omkring 100 personer på Djurö, Vindö, Eknö, Harö, Stavsnäs, Höl och Barnvik. Krogen drevs till 1786, varefter byggnaden blev komministerbostad. År 1884 ersattes den av den nuvarande prästgården, som uppfördes på den gamla husgrunden.
Under härjningarna av kolera under 1800-talet anlades en karantänsstation på Kuggholmen och Långholmen. Den första karantänbyggnaden uppfördes på Långholmen 1848. År 1855 uppfördes ett bostadshus för karantäninrättningen på Kuggholmen, vilket såldes 1860 och flyttades som manbyggnad till Eknäs gård på Blidö, där det fortfarande står kvar.